# Frank Odoi
Pour le footballeur, voir Frank Odoi (football).
Frank Odoi, né au Ghana en 1948 et mort le 21 avril 2012, était un dessinateur de bande dessinée.

## Biographie
Frank Odoi naît au Ghana en 1948. Il étudie les Beaux Arts et le design à Accra. En 1974, il déménage au Kenya et travaille pour plusieurs journaux : Daily Nation, East African Standard, The Kenyan Times,Uganda Monitor et Uganda Vision. Au Ghana, il écrit pour Daily Graphic. Son œuvre attire le regard de magazine européens et il collabore avec Dejembe Dapandaau Danemark, Helsinger Sonomat  en Finlande et BBC Focus dans African Magazine. Il dessine aussi plusieurs bandes dessinées pour l’enseignement public et travaille avec l'éditeur finlandais Leif Packalen. Il participe à la rédaction d'un manuel de dessin destiné aux formateurs qui souhaitent transcrire leurs textes en bande dessinée. Son œuvre la plus célèbre est cependant la série Le Golgoti qui parait dans les journaux au Ghana, en Tanzanie et en Ouganda. La version livre de Golgoti est publiée en Finlande et en Angleterre. Il reçoit le prix Dessinateur en 1985, 1986, 2004 au Kenya et en 2005 au Ghana. Il s'investit beaucoup dans la lutte contre le VIH. Il meurt le 21 avril 2012 dans un accident de circulation lorsque le matutu (autocar kényan) dans lequel il se trouvait se renverse.

## Œuvres
- Golgoti : les voyages d'un blanc en Afrique[1].
- Labau, qui parle d’un guerrier Samburu impliqué avec[C'est-à-dire ?] le SIDA.
- Faith
- Driving Me Crazy bande dessinée sur les conducteurs de Matutu[1].
- Akokhan : aventures d'un super-héros inspiré par les légendes du Ghana[1].

## Analyse
L'importance du travail de Frank Odoi a été soulignée après sa mort. Ainsi la BBC souligne que Frank Odoi a « dominé la scène artistique kényane ». Il était aussi à l'aise dans la fiction que dans l'analyse politique.